# ویران‌شده
ویران‌شده (فرانسوی: [ɛ̃.sɑ̃.di], "Fires")، فیلم جنگی دلهره‌آور محصول ۲۰۱۰ کانادا به نویسندگی و کارگردانی دنی ویلنوو است که بر اساس نمایشنامه وجدی معود با نام آتش سوزی ها ساخته شده و سفر خواهر و برادری را دنبال می‌کند که به دنبال کشف راز زندگی مادرشان هستند. فیلم در سپتامبر ۲۰۱۰ در جشنواره تورنتو و ونیز نمایش داده شد و در ۱۷ سپتامبر ۲۰۱۰ در استان کبک اکران شد و در سال ۲۰۱۱ نامزد دریافت جایزه اسکار در بخش بهترین فیلم بین‌المللی شد.

## خلاصه داستان
بعد از اینکه مادر در یک استخر عمومی دچار ضربه روحی می‌شود، خواهر و برادر دوقلو با آخرین درخواست مادر مهاجرشان روبرو می‌شوند. برای برآورده کردن این درخواست آنها باید به سرزمین محل تولد خود، سرزمینی بدون نام در خاورمیانه، (شاید لبنان درگیر در جنگهای داخلی) سفر کنند.

فیلم دارای فلاش‌بک‌های متعدد به زندگی مادر (نوال مروان) است. نوال، یک خاور میانه‌ای مسیحی، از یک پناهنده (شاید یک پناهنده فلسطینی در لبنان) باردار می‌شود. برادر خشمگین نوال، پسر را در حالی که با نوال سعی در فرار داشتند می‌کشد. نوال به مادر بزرگش می‌گوید که باردار است و آنها این حاملگی را به منظور حفظ آبرو پنهان می‌کنند. پس از تولد نوزاد، مادر بزرگ سه نقطه روی پاشنه پای نوزاد پسر تتو می‌کند و او را به کس دیگری می‌سپارد. نوال به قول خودش به مادربزرگ مبنی بر تحصیل در دارش (شهری خیالی) در حینی که جنگ داخلی در جریان بود عمل می‌کند، اما با شدت گرفتن جنگ برای یافتن پسر گمشده‌اش باز می‌گردد. او در می‌یابد که یتیم‌خانهٔ پسرش ویران شده‌است، سپس وانمود می‌کند که مسلمان است تا بتواند با اتوبوس مسلمانان فراری به سمت کمپی که پسرش به آن منتقل شده، سفر کند. در مسیر کمپ، اتوبوس مورد حمله مسیحیان مسلح قرار می‌گیرد. نوال و یک زن دیگر به همراه دخترش زنده می‌مانند. نوال می‌تواند با نشان دادن گردنبند صلیبش جان به در ببرد اما آنها زن را رها نمی‌کنند. نوال ادعا می‌کند که دختر زن، فرزند خودش است. هر چند دختر به سمت اتوبوس فرار می‌کند و هدف شلیک گلوله قرار می‌گیرد. پس از این واقعه نوال، سرخورده به یک گروه تندرو مسلمان می‌پیوندد. او برای انتقال خودش را مربی فرانسه رهبر برجسته گروه مجاهدین قلمداد می‌کند و در فرصتی مناسب او را به قتل می‌رساند. نوال را به زندان می‌برند و در آنجا او به «زنی که آواز می‌خواند» معروف می‌شود. او پانزده سال در زندان می‌ماند و بارها توسط شکنجه‌گرش، مورد آزار قرار می‌گیرد و فرزندان دوقلویش را به دنیا می‌آورد. پرستاری که به او در زایمان کمک کرده بود، بچه‌ها را پنهانی می‌برد و پس از آزادی نوال، آنها را به مادرشان باز می‌گرداند. پس از آن نوال و فرزندانش به کانادا مهاجرت می‌کنند.

## نکته ها
از اسامی مسیحی و این واقعیت که معشوق نوال از کمپ پناهندگان بود، می‌فهمیم که مروان از خانواده‌های مسیحی لبنان هستند (و اینکه از مارونی‌های لبنان هستند، به خاطر نام عموی نوال: شاربل). هر چند لهجه نوال و خانواده‌اش و بیشتر هنرپیشه‌ها لبنانی نیست.
فیلم ویران شده در روزنامه نیویورک تایمز به عنوان یکی از ده فیلم برتر سال ۲۰۱۱ معرفی شد.

## جوایز
فیلم در سال ۲۰۱۱ نامزد دریافت جایزه اسکار در بخش بهترین فیلم غیر انگلیسی زبان شد.

همچنین این فیلم برنده هشت جایزه در سی و یکمین دوره "Genie Awards" در بخشهای بهترین سینمایی، بهترین بازیگر زن (لوبنا ازابل)، بهترین کارگردان، بهترین فیلمنامه اقتباسی، بهترین فیلمبرداری، تدوین، موسیقی متن و تدوین صدا شد.